# Madeły
Madeły est une localité polonaise de la gmina de Pątnów, située dans le powiat de Wieluń en voïvodie de Łódź.